# Cosimo Matassa
Cosimo Matassa (* 13. April 1926 in New Orleans, Louisiana; † 11. September 2014 ebenda) war ein US-amerikanischer Tonstudio-Betreiber und Toningenieur italienischer Abstammung und für viele klassischen frühen Rhythm-and-Blues- und Rock-’n’-Roll-Aufnahmen verantwortlich. Fast jede R & B-Aufnahme aus New Orleans zwischen den späten 1940er- und 1970er-Jahren kam aus einem der vier Tonstudios von Matassa. Matassa war mitverantwortlich für 21 goldene Schallplatten und etwa 250 Chartplatzierungen.

## Werdegang

Roy Brown - Good Rocking Tonight

Matassa eröffnete 1945 mit einem Partner das J&M Recording Studio auf der Rückseite eines Einzelhandelsladens seiner Eltern an der 838 North Rampart Street im French Quarter von New Orleans. Es begann mit einer Aufnahmetechnik, bei der die Studio-Aufnahme direkt auf die Masterplatte gepresst wurde. Roy Browns Jump-Blues Good Rockin’ Tonight, aufgenommen im Juli 1947 mit dem Bob Ogden’s Orchestra, später durch Elvis Presley erfolgreich gecovert, war so eine „direct-to-disc“-Aufnahme, die 15 Dollar pro Aufnahmestunde kostete. Sie gilt als eine der ersten Rock-’n’-Roll-Aufnahmen überhaupt. Auch Professor Longhair, ein typischer Vertreter der Musikszene aus New Orleans, nahm hier auf.
Der kommerzielle Durchbruch für die Studios kam am 10. Dezember 1949, als Fats Domino hier seine erste Single The Fat Man mit dem berühmten Boogie-Piano-Intro aufnahm. Der Song kam im Februar 1950 in die Charts, erreichte in den R&B-Charts den zweiten Platz und gilt als einer der ersten Millionenseller des R&B. Alle Domino-Songs sind hier nachfolgend entstanden, so auch Ain’t That a Shame, veröffentlicht am 14. April 1955, das der erste von insgesamt 37 Crossovers von Domino wurde, also in die Pop-Charts gelangte.
Die wichtigsten Produzenten im Studio waren Dave Bartholomew, Allen Toussaint und Robert Blackwell. Auf einem einkanaligen Ampex-Tonband (Modell 600) wurden ab 1949 zusammen mit der Studioband seinerzeit noch unbekannte Interpreten wie Ray Charles, Lee Dorsey, Dr. John, Lloyd Price oder Guitar Slim zu Stars. Lloyd Price nahm hier am 13. März 1952 Lawdy Miss Clawdy auf, Guitar Slim am 27. Oktober 1953 sein The Things That I Used to Do (mit Ray Charles am Piano), ein weiterer Millionenseller, der bis zur Nummer eins der R&B-Charts vordrang. Der kaum variierte Sound aus den Studios wurde später als „New Orleans Sound“ bekannt, mit einem starken Beat, betonten Gitarren- und Baßläufen, fast immer Boogie-Piano, leichten Bläsersektionen und einer dominanten Leadstimme des Interpreten und fast immer den gleichen Session-Musikern: Charles „Hungry“ Williams/Earl Palmer (drums), Frank Fields (Bass), Ernest McLean/Roy Montrell/Justin Adams/Edgar Blanchard (Gitarre), Salvador Doucette/Edward Franks (Piano), Herb Hardesty/Lee Allen/Alvin Tyler (Saxophon). Im kleinen Studio mussten bis zu 17 Musiker Platz finden. „Ich wollte immer die Dynamik eines Live-Auftritts einfangen“, begründete Matassa den Sound. Mardi-Gras-Atmosphäre verbreitet auch der Song Jock-A-Mo, der im November 1953 von James Sugarboy Crawford & His Cane Cutters hier aufgenommen wurde. Erst die Dixie Cups brachten das Stück als Iko Iko im April 1965 in die Charts (# 20 Pop-Charts).
Im Januar 1956 erfolgte nachfragebedingt der Umzug in das größere Cosimo Recording Studio in der 523 Governor Nicholls Street mit einem Dreispurtonband. Inzwischen nutzten alle größeren unabhängigen Labels wie Imperial Records, Chess, Aladdin, Atlantic, Specialty oder Ace zunehmend seine Studios. So entstand für Ace Records im Juli 1958 Jimmy Clantons Just a Dream mit Mac Rebennack an der Gitarre und Allen Toussaint am Piano in Matassas Studio (für 25 Dollar Studiokosten), schnellte zur US-Pop # 4 empor und verkaufte sich knapp 2 Millionen Mal. Es war die umsatzstärkste Platte des Labels.
Die wildesten Aufnahmesessions fanden im Studio am 13. und 14. September 1955 für Specialty Records statt, die ihren neuen Rock-’n’-Roll-Interpreten Little Richard ins Studio brachten. Unter dem Studioproduzenten Bumps Blackwell nahm Richard hier an beiden Tagen 12 Songs auf, woraus Tutti Frutti als erste Single ausgewählt wurde. Erst die übernächste Richard-Session wurde am 10. Februar 1956 wieder für die J&M-Studios gebucht.
Im Dezember 1959 startete in New Orleans mit Minit Records ein weiteres Label, das für einige Aufnahmen mit den J&M-Studios kooperierte. Jesse Hill (Ooh Poo Pah Do), Ernie K-Doe (Mother-in-Law: # 1 Pop-Charts; A Certain Girl) oder Chris Kenner (I Like It Like That: # 2 Pop-Charts für das Schwester-Label Instant Records) wurden hier aufgenommen.

### Niedergang
Das Musikgeschäft in New Orleans schien solide und unschlagbar zu sein, bis die Beatles mit der British Invasion aufkamen. Im Jahre 1964 stand das Musikgeschäft in New Orleans kurz vor dem Desaster. Matassa konnte sich bis 1967 mit seinem unterkapitalisierten Studio noch durchschlagen. Er nahm noch im Juni 1970 das Album Struttin für die Funk-Band Meters auf, doch kurz danach wurde das Studio wegen fälliger Steuerschulden von den Finanzbehörden konfisziert und das Vermögen zwangsversteigert.
Im Dezember 1999 wurden die J&M Recording Studios als „Historic landmark“ eingetragen. Im Oktober 2007 wurde Cosimo Matassa wegen seiner Beiträge für die Musik Louisianas in die „Louisiana Music Hall Of Fame“ aufgenommen.